# Metioche lesnei
Metioche lesnei är en insektsart som beskrevs av Lucien Chopard 1935. Metioche lesnei ingår i släktet Metioche och familjen syrsor. Inga underarter finns listade i Catalogue of Life.